# Arkansas Black (manzana)
Arkansas Black es el nombre de una variedad cultivar de manzano (Malus domestica). 
Un híbrido de manzana triploide de Parental-Madre Winesap x Parental-Padre Desconocido, y originaria de EE. UU. Se originó cerca de Rhea Mills, Arkansas, a partir de semillas sembradas alrededor de 1833. Introducido en los circuitos comerciales alrededor de 1868. Las frutas tienen una pulpa firme y crema con un sabor subácido. Tolera la zona de rusticidad delimitada por el departamento USDA, de nivel 5.

## Sinonimia
- "Arkansas",
- "Blacktwig",
- "Mammoth Black Twig",
- "Paragon".

## Historia
'Arkansas Black' es una variedad de manzana, que probablemente surgió en el este de América del Norte a principios del siglo XIX es bastante seguro que se desarrolló en Arkansas (EE. UU.), Pero hay diferentes historias relacionadas con sus orígenes. Una historia sugiere que John Crawford la cultivó en ese estado en la década de 1840. Otra versión acredita a DeKalb Holt por haber desarrollado esta manzana en la década de 1870 en el vivero propiedad de su hermano Earl Holt en el condado de Benton. Una tercera versión afirma que la manzana se encontró creciendo en el huerto de John Braithwaite en Bentonville, condado de Benton en el noroeste de Arkansas (EE. UU.). Probablemente es una plántula de una semilla de manzana Winesap, fructificó por primera vez en 1879. Tres décadas después, era una de las mejores manzanas cultivadas en el estado, pero una plaga de polilla de la manzana seguida de la Gran Depresión asestó golpes de los que 'Arkansas Black' no pudo recuperarse. Todavía se cultiva y se aprecia, aunque no tanto como en el pasado.
'Arkansas Black' está cultivada en diversos bancos de germoplasma de cultivos vivos tales como en National Fruit Collection (Colección Nacional de Fruta) de Reino Unido con el número de accesión: 1955-093 y nombre de accesión : Arkansas.

## Características
'Arkansas Black' es un árbol de un vigor alto, de extensión erguido y extendido con ramas que tienden a ser largas y delgadas. Da frutos en espuelas y brotes. Presenta vecería (produce cosechas ligeras cada dos años). Se adapta mejor a regiones con un período de crecimiento prolongado y requiere de 800 a 900 horas de frío a 5 grados centígrados o menos. Tiene un tiempo de floración que comienza a partir del 4 de mayo con el 10% de floración, para el 10 de mayo tiene una floración completa (80%), y para el 18 de mayo tiene un 90% caída de pétalos.
'Arkansas Black' tiene una talla de fruto grande a medio; forma redonda, ligeramente cónica; con nervaduras débiles-medias, y corona media, altura 63.95 mm, y anchura 76.39 mm; epidermis tiende a ser dura brillante con color de fondo es amarillo, con un sobre color rojo, importancia del sobre color medio-alto, y patrón del sobre color rayado / moteado, presentando rojo lavado e incluso de un rojo intenso a un púrpura muy oscuro donde está expuesta al sol, las lenticelas son pequeñas y de color claro, muy dispersas, "russeting" (pardeamiento áspero superficial que presentan algunas variedades) bajo; cáliz abierto, y colocado en una cubeta de profundidad moderada; pedúnculo es mediano en longitud y grosor, en ocasiones, leve "russeting" en el tallo, particularmente en climas cálidos; carne de color crema amarillento, de grano fino, muy firme, crujiente, moderadamente jugosa y fragante con aromas especiados. Sabor duro y ácido cuando se cosecha por primera vez, pero suaviza, endulza e intensifica los sabores en el almacenamiento.
Su tiempo de recogida de cosecha se inicia a finales de octubre. La piel se vuelve muy cerosa durante el almacenamiento, y el color se intensifica con el almacenamiento.

## Usos
Una excelente manzana para comer en postre de mesa, también utilizada para cocinar, y en la elaboración de sidra. Hace excelentes jugos de manzana.

## Ploidismo
Triploide, polen estéril. Grupo de polinización: D, Día 12.

## Susceptibilidades
- Muy resistente al mildiu, y al fuego bacteriano,
- Algo resistente al cancro y a la roya del manzano y del enebro,
- Susceptible a la sarna del manzano.[6]